# Gustav Neumann
Gustav Richard Ludwig Neumann (15. prosince 1838, Gleiwitz, Pruské Slezsko – 16. února 1881, Wehlau, Východní Prusko) byl německý šachový mistr.

## Život
Gustav Nemumann se narodil roku 1838 v tehdejším Pruském Slezsku ve městě Gleiwitz (dnes Gliwice v Polsku). Roku 1864 založil společně s Adolfem Anderssenem Neue Berliner Schachzeitung a spoluredigoval jej až do roku 1867. V polovině šedesátých let 19. století patřil k nejlepším světovým hráčům, duševní choroba však roku 1872 ukončila jeho šachovou kariéru. Roku 1879 vyšla jeho kniha Leitfaden für Anfänger im Schauspiel.
Gustav Neumann zemřel roku 1881 ve Wehlau ve Východním Prusku (dnes Znamensk v Kaliningradské oblasti).

## Šachové výsledky
- prohra v zápase s Louisem Paulsenem 3:5 (=3) roku 1864 v Lipsku,[1]
- vítězství na turnaji v Berlíně roku 1865 ziskem 34 bodů ze 34 možných (jde o doposud nepřekonaný rekord),[2]
- vítězství na turnaji v Elberfeldu roku 1865 (celkem čtyři hráči),[3]
- vítězství v zápase s Karlem Mayetem 6:1 roku 1866,
- vítězství na turnaji v Dundee roku 1867 před Wilhelmem Steinitzem a dalšími osmi hráči,[4]
- čtvrté místo na turnaji v Paříži roku 1867 (celkem třináct hráčů, zvítězil Ignaz Kolisch)[5]
- vítězství nad Celsem Golmayem y Zúpidem 3:0 (=0) a nad Simonem Winawerem rovněž 3:0 (=0) roku 1867 v Paříži,
- vítězství ve třech zápasech se Samuelem Rosenthalem v Paříži: roku 1867 5:0 (=6) a roku 1869 3:1 (=1) a 4:1 (=1),[6]
- třetí až čtvrté místo (společně s Josephem Henrym Blackburnem) na superturnaji v Baden-Badenu roku 1870 (celkem deset hráčů, zvítězil Adolf Anderssen),[7]
- druhé místo na turnaji v Altoně roku 1872 (celkem pět hráčů, zvítězil Adolf Anderssen).[8]